# Gus Viseur
| Gus Viseur                                | Gus Viseur                                |
| Kattints az alábbi külső linkek egyikére! | Kattints az alábbi külső linkek egyikére! |
| ----------------------------------------- | ----------------------------------------- |
| Nem található szabad kép.(?)              |                                           |
| külső link · jogvédett                    | Gus Viseur                                |

Gus Viseur (Lessines, 1915. május 15. – Párizs, 1974. augusztus 25.), belga-francia tangóharmonikás.

## Pályafutása
Apja folyami hajós volt, így a család sokat költözött egészen 1920-ig, amikor végül letelepedtek Párizsban. Viseurt nyolc éves korától az édesapja tanította  harmonikázni, majd egy hivatásos tanárnál tanult. Apa és fia 1929-től egy amatőr zenekarban játszott apjával, akinek halála után Párizs utcáin, vásárokon és piacokon lépett fel.
Az 1930-as évek elején másodharmonikás volt Médard Ferrero zenekarában. 1933-ban ismerkedett meg René "Charley" Bazinnal, akinél a két harmonikás a improvizálni kezdett. Ez vezetett oda, hogy Viseur 1935-ben megalapította saját zenekarát. Négy számát lemezre vették abban az évben.
Viseur a Boris Sarbek zongoraművész által vezetett zenekar tagja lett, majd Franciaországban és Belgiumban dolgozott Philippe Brunnal, Joseph Reinhardttal és saját kvintettjével. 1938-tól a második világháborúig játszottak együtt. 1940-ben Édith Piaffal felvette a L'Accordéoniste-t.
1963-ban Egyesült Államokban turnézott, majd abbahagyta a játékot, és lemezboltot nyitott Le Havre-ban. 1970 körül kezdett újra fellépni és a következő évben felvette a Swing Accordéon című albumot.

## Lemezválogatás
- Flambée montalbanaise
- Joseph, Joseph
- Automne
- Confessin'
- Douce joie
- Josette
- L'imprévu (with Joseph Colombo)
- Nuit de Paris (with Tony Muréna)
- Soir de dispute
- Souvenir de Bruxelles
- Swing accordéon
- Swing-valse (with Pierre Baro Ferret)
- La valse des niglos
- Le Bal du p'tit jardin
- Jeannette
- 46ème avenue
- 5 Juin
- El Victor
- Lorsque Django jouait
- De Clichy à Broadway

## Filmek
- Gus Viseur az IMDb-n